# لئونید یارمولنیک
لئونید ایساکوویچ یارمولنیک (روسی: Леони́д Исаа́кович Ярмо́льник؛ زادهٔ ۲۲ ژانویهٔ ۱۹۵۴) هنرپیشه و تهیه‌کننده فیلم اهل روسیه است.
از فیلم‌هایی که در آن نقش داشته می‌توان به خدا بودن سخت است و گذرنامه اشاره کرد.
او برندهٔ جوایزی همچون جایزه نیکا شده‌است.